# Mădălina Amăistroaie
Mădălina Amăistroaie, född 9 december 2002, är en rumänsk bågskytt. Hon deltog vid olympiska sommarspelen 2020.